# Towarzystwo Upiększania Miasta

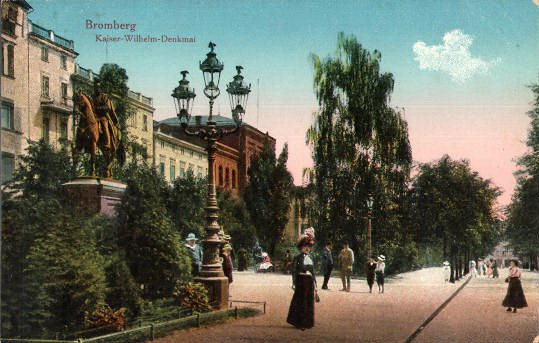
Okolice placu Wolności w Bydgoszczy, przed 1914 r.

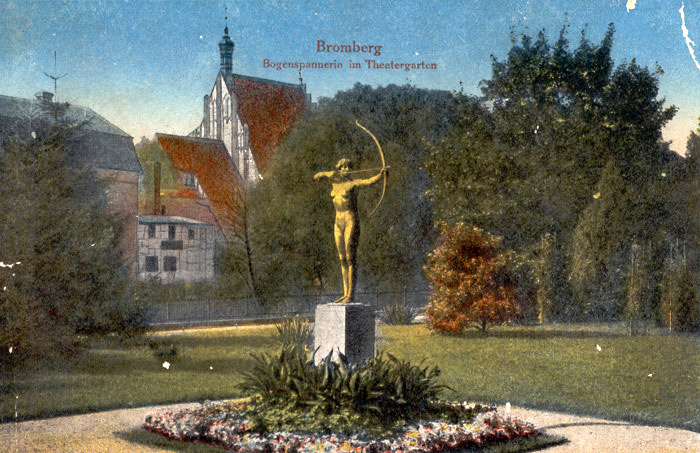
Łuczniczka na placu Teatralnym, przed 1914 r.

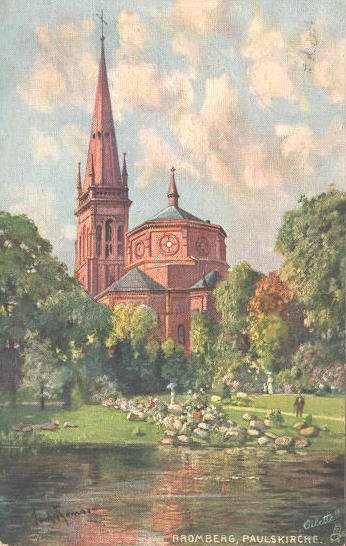
Park Regencyjny, przed 1914 r.

Towarzystwo Upiększania Miasta – stowarzyszenie (niem. Verschönerungs – Verein zu Bromberg) istniejące w latach 1832–1898, poświęcone powiększaniu estetyki miasta Bydgoszczy; protoplasta Towarzystwa Miłośników Miasta Bydgoszczy.

## Historia
Towarzystwo zostało założone 30 września 1832 staraniem prezydenta Regencji bydgoskiej, Honorowego Obywatela Bydgoszczy – Carla Christiana Ferdinanda von Wissmanna. On też został pierwszym prezesem organizacji. We władzach Towarzystwa udzielali się także nadburmistrzowie Bydgoszczy, a członkami zarządu byli Niemcy i Polacy.
Celem Towarzystwa było upiększanie miasta, usunięcie brudu i bałaganu w mieście oraz budowa dróg i gmachów użyteczności publicznej. Estetyczny wygląd miasta łączono z zadrzewieniem ulic, zakładaniem parków, ogrodów i ogródków przydomowych. Towarzystwo miało duże zasługi w upiększaniu, zadrzewianiu i zakrzewianiu ulic, skwerów oraz placów. Było to pierwsze stowarzyszenie tego typu na ziemiach polskich. Na jego wzór, po kilku latach zaczęły powstawać podobne towarzystwa w innych miastach, m.in. w Poznaniu.
Wśród przewodniczących Towarzystwa wyróżniał się Carl von Wissmann (zm. 1841) oraz jego następcy, prezydenci rejencji bydgoskiej – Johann Eduard von Schleinitz, Julius von Schleinitz oraz aktywny w zadrzewianiu ulic i inicjator nowych parków – Johann Naumann. Wśród członków organizacji nie brak było także bydgoszczan pochodzenia polskiego i przedstawicieli polskich rodów ziemiańskich, m.in. Czapskich z Bydgoszczy, Skórzewskich z Lubostronia, Potulickich z Potulic i Brzezińskich z Samostrzela.
Towarzystwo Upiększania Miasta skupiało w szczycie swojej działalności (1842) ok. 382 członków. Organizacja ta wykazała wiele inwencji i troski o kształtowanie zieleni municypalnej według europejskich wzorców. Program jego działalności uwzględniał konieczność posługiwania się wiedzą przyrodniczą i ekonomią w rozwoju przestrzennym i gospodarce komunalnej.
Z Towarzystwem współpracował Peter Joseph Lenné, znany berliński specjalista z zakresu sztuki ogrodniczej, dyrektor ogrodów w Poczdamie i tamtejszej szkoły ogrodniczej (niem. Königliche Gärtnerlehranstalt zu Schöneberg und Potsdam). Został on honorowym członkiem bydgoskiego Towarzystwa Upiększania Miasta. Ze szkoły Lennego wyszedł Johann Larass (1820–1893), inżynier budowy ogrodów, od 1864 roku mieszkający w Bydgoszczy. Zaprojektował on kilkaset ogrodów i dekoracji urbanistycznych w Prusach Zachodnich i Prusach Wschodnich oraz w Bydgoszczy. Za niektóre z nich otrzymał pierwsze nagrody na konkursach w Szczecinie (1865) i w Paryżu (1867). 
Działalność Johanna Larassa w Bydgoszczy kontynuowali jego synowie Georg (ur. 1855) i Ernst (1866–1942). Ten ostatni był między innymi autorem projektów zieleni przy obecnym Placu Wolności, gdzie umieszczono pomnik cesarza Wilhelma I oraz projektów ogrodów, których właścicielami byli znani fabrykanci bydgoscy Conrad Franke (1865–1917) i Wilhelm Blumwe (1853–1903).
Na skutek trudności finansowych, organizacyjnych i wykonawczych Towarzystwo Upiększania Miasta rozwiązało się w roku 1898. Na jego miejsce zorganizowano wówczas Deputację Ogrodów Miejskich, z siedzibą przy ulicy Kujawskiej 36, prowadzone przez magistrat. Jej kierownikiem został inż. Conrad Neumann, zamieszkujący w willi, która znajduje się w parku Kazimierza Wielkiego.
W 1923 roku miłośnicy miasta utworzyli Towarzystwo Miłośników Miasta Bydgoszczy, które kontynuowało cele Towarzystwa Upiększania Miasta, a ponadto zajęło się krzewieniem tradycji i kultury Bydgoszczy w regionie, w kraju i za granicą.

### Zasługi Towarzystwa w zadrzewianiu miasta
Do czasu założenia Towarzystwa Upiększania Miasta, w Bydgoszczy znajdowało się kilka skupisk zieleni, położonych poza murami miasta. Były to przede wszystkim ogrody konwentów zakonnych: karmelitów (na przedmieściu Gdańskim, od XVI wieku), bernardynów (na przedmieściu Kujawskim, od XVII wieku) i klarysek (na przedmieściu Gdańskim, od XVII w.). Około 6 ha mierzył także ogród należący do folwarku Grodztwo, a pierścień zieleni wokół miasta tworzyły ogrody prywatne, w tym największy z nich ogród Czapskich na przedmieściu Kujawskim.
Planowe i systematyczne zadrzewianie ulic rozpoczęto od czasów powstania Bydgoskiego Towarzystwa Upiększania Miasta. Nie dotyczyło to jednak plant nad śluzami, zadrzewianych już od początku XIX wieku, Wyspy Młyńskiej, Wyspy św. Barbary, cmentarzy i kilku skwerów. Efekty pracy Towarzystwa były bardzo owocne. W okresie pierwszych 20 lat uporządkowano i zadrzewiono Wzgórze Dąbrowskiego, założono park Strzelniczy, zadrzewiono wiele ulic. Dużym osiągnięciem było zagospodarowanie i zadrzewienie pięciokilometrowego obszaru wzdłuż Kanału Bydgoskiego, gdzie urządzono m.in. kilka alei spacerowych oraz ogólnomiejski park rozrywki. W 1835 r. istniejący w sąsiedztwie kościoła klarysek dawny ogród klasztorny przekształcono w park Regencyjny, a w kolejnych dziesięcioleciach stopniowo go upiększano i rozbudowywano. Założono również park Miejski (w miejscu obecnego budynku NOT) oraz zagospodarowano zielenią parkową Zbocze Bydgoskie od ul. Seminaryjnej do ul. Kujawskiej.
W celu łatwiejszego i tańszego nabycia młodych drzew i krzewów, potrzebnych do zadrzewiania dróg i placów, Towarzystwo założyło w 1836 roku Bydgoską Szkółkę Ogrodniczą. Do tego czasu kupowano materiał w państwowej szkółce drzew w Poczdamie. Szkółka mieściła się na terenie dzisiejszego placu Wolności i sięgała aż do ulicy Krasińskiego i Gimnazjalnej. Założycielem i pierwszym kierownikiem był Barthold, ale po dwóch latach, kierownictwo szkółki przejął mistrz sztuki ogrodniczej – Miastkowski. Szkółka okresowo obejmowała 10 mórg (2,5 ha), ale już w roku 1859 część ziemi przekazano na powiększenie placu Wolności. Kilka lat później przenoszono ją na tereny między II i III śluzą, na tzw. Bielany, by około 1865 roku podjąć decyzję o likwidacji.
W latach 1833–1836 z inicjatywy Towarzystwa zadrzewiono 25 ulic, znajdujących się poza Starym Miastem. W końcu lat 30. XIX wieku przed Bramą Poznańską założono planty lipy drobnolistnej, a wzdłuż ulicy Poznańskiej nasadzono topole czarne – piramidalne oraz klony. Ulicę Marszałka Focha obsadzono klonem pospolitym; w roku 1840 rosło tam 136 drzew. W latach 1840–1850 obsadzono kasztanowcem, lipą drobnolistną oraz leszczyną drzewiastą ulicę Jagiellońską. W tym czasie u zbiegu ulic Gdańskiej i Jagiellońskiej rosło już kilkanaście kasztanowców.
Kolejne prace ogrodnicze wykonano przy wytyczonym w 1838 roku Nowym Rynku. W jego obrębie znalazło się 30 drzew lipy drobnolistnej. Z kolei w 1860 roku wykonano planty z kasztanowców na obecnym placu Kościeleckich oraz zadrzewiono ulicę Warmińskiego.
W 1865 roku po obu stronach ulicy Dworcowej – od dworca do ulicy Jana Matejki – nasadzono 162 klony pospolite. Tym samym gatunkiem drzew upiększono w roku 1866 ulicę Śniadeckich. Wiele prac zadrzewieniowych wykonano przy nowo wytyczanych ulicach bydgoskiego Śródmieścia, w II połowie XIX w. Dotyczyło to m.in. ulic: Trzeciego Maja, Moczyńskiego, Królowej Jadwigi, Artyleryjskiej, Powstańców Warszawy, Placu Piastowskiego i wielu innych.
Zadrzewiano także aleje w południowej części miasta: ul. Bernardyńską, Szubińską, Stromą, Seminaryjną i Lubelską, a w 1870 roku wzdłuż ul. Toruńskiej (do Strzelnicy) powstała aleja lip nazwana na wzór alei Unter den Linden w Berlinie.
Pozostałości drzew posadzonych przez Towarzystwo znajdują się do dzisiaj m.in. wzdłuż ul. Tamka prowadzącej od ulicy Marszałka Focha na Wyspę Młyńską. W 1867 roku nasadzono przy niej klony pospolite, a w 1890 roku kasztanowce.
Efektem działalności Towarzystwa Upiększania Miasta i późniejszej deputacji ogrodów miejskich było uznanie Bydgoszczy w okresie międzywojennym obok Warszawy i Katowic za najbardziej zielone miasto w Polsce.